# Medieval: Total War
Medieval: Total War est un jeu vidéo de stratégie au tour par tour et de tactique en temps réel développé par Creative Assembly et publié par Activision le 19 août 2002 en Amérique du Nord et à partir du 30 août en Europe. Le jeu est le second opus de la série des Total War et fait suite à Shogun: Total War dont il transpose le système de jeu en Europe, en Afrique du Nord et au Moyen-Orient pendant une période du Moyen Âge allant de 1087 à 1453. Le jeu mélange des phases de stratégie au tour par tour, lors desquelles le joueur gère son empire province par province, et des phases d'affrontements tactiques se déroulant en temps réel dans un environnement en trois dimensions.
À sa sortie, le jeu est acclamé par la presse spécialisée qui souligne notamment le réalisme de ses batailles en temps réel, la profondeur de ses phases stratégiques et l'exactitude de sa trame historique. Certains journalistes le désignent ainsi comme un tournant du genre et le jeu connaît un certain succès commercial en prenant notamment la tête du classement des ventes au Royaume-Uni. Le jeu a bénéficié d'une extension — baptisée Viking Invasion — et d'une suite baptisée Medieval II: Total War publiée en 2006.

## Trame
Medieval: Total War se déroule en Europe, en Afrique du Nord et au Moyen-Orient pendant une période du Moyen Âge allant de 1087 à 1453.

## Système de jeu
Medieval: Total War est un jeu vidéo de stratégie dont l’objectif est de bâtir un empire à travers l’Europe, l’Afrique du Nord et le Moyen-Orient médiéval. Pour cela, le joueur peut faire appel à la force mais aussi à la religion et à la diplomatie. Comme son prédécesseur — Shogun: Total War — le jeu mélange des phases de stratégie au tour par tour, lors desquelles le joueur gère les différentes provinces sous son contrôle et déplace ses armées, avec des phases de combats tactiques en temps réel se déroulant sur des champs de batailles spécifiques.
Les phases stratégiques se déroulent sur une carte de campagne partagée entre vingt factions de l’époque, douze d’entre elles étant jouables. L’étendu du territoire initialement contrôlé par chaque faction, ainsi que les factions présentes, dépendent de la période historique à laquelle débute la partie. Le joueur peut en effet choisir de commencer la partie pendant le haut Moyen Âge (1087), le Moyen Âge central (1205) ou le Moyen Âge tardif (1321), chaque période reflétant la réalité historique de l’époque. Les factions représentent la plupart des nations majeures de l’époque, incluant l’Empire byzantin, le royaume de France, le royaume d'Angleterre, le Saint-Empire romain germanique ou les Turcs. Plusieurs factions, comme la Horde d'or, apparaissent au cours de la partie en accord avec la réalité historique. Le joueur ne peut cependant pas jouer ces dernières, ainsi que certaines factions apparaissant dès le départ, dans la campagne principale du jeu. Chaque faction dispose d’un territoire, d’une religion et d’unités différentes, les factions appartenant à la même culture partageant cependant de nombreux points communs.

### Factions

#### Jouables
- Les Almohades
- Les Égyptiens
- Les Byzantins
- Les Anglais
- Les Danois
- Les Espagnols
- Les Français
- Les Italiens
- Les Germains
- Les Polonais
- Les Russes (seulement à partir de l'époque moyenne)
- Les Turcs

Après mise à jour
- Les Aragonais
- Les Hongrois
- Les Siciliens (inexistants lors de la haute époque)

#### Non-jouables
- Les Helvètes
- La Horde d'Or
- Les États pontificaux
- Les Bourguignons (peuvent apparaître seulement lors de la haute époque)
- Les Hommes de Novgorod (seulement lors de la basse époque)
- L'ensemble des rebelles, apparaissant sous des noms différents selon les régions qu'ils occupent.

### Phase stratégique
De la même manière que celle de Shogun: Total War, la campagne principale de Medieval: Total War permet au joueur de choisir l’une des factions jouables du jeu qu’il doit ensuite mener à la conquête de la région. Elle se déroule principalement en Europe mais couvre également l’Afrique du Nord et le Moyen-Orient. Chaque faction contrôle au départ un certain nombre de provinces historiques, chaque province disposant d’un château ainsi que d’un port si elle se trouve en bord de mer. Sur la carte de campagne, le joueur gère la construction des bâtiments ainsi que le recrutement et le déplacement de ses armées, de ses flottes et de ses agents dans ses différentes provinces, son objectif étant de défendre ses provinces et d’en conquérir de nouvelles. Pour cela, le joueur peut également jouer sur la diplomatie et l’économie, mais aussi sur des moyens détournés comme l’espionnage ou le meurtre. La religion prend également une place importante dans le jeu, le joueur pouvant convertir des provinces à sa propre religion afin de conforter la loyauté de ses sujets. Le mode campagne se déroule au tour par tour, chaque tour représentant une année et permettant au joueur de réaliser toutes les actions relatives à sa faction avant de laisser l’intelligence artificielle du jeu gérer les autres factions présentes sur la carte de campagne. Outre le mode conquête, le joueur peut également jouer la campagne en mode « réalisation glorieuse » dans lequel chaque faction se voit assigner des objectifs spécifiques inspirés de la réalité historique, la réalisation de ces objectifs remportant des points dont la quantité détermine le vainqueur de la partie.
Chaque province permet au joueur de produire des bâtiments ou de recruter des unités parmi ceux disponibles dans son arbre technologique. Les revenus permettant au joueur de se développer proviennent des taxes collectées dans ses provinces et des échanges commerciaux avec les provinces voisines. Le jeu ne propose pas l’option de rechercher de nouvelles technologies mais certaines d’entre elles, comme la poudre à canon, deviennent disponibles à partir d’une certaine date. Les châteaux peuvent en revanche être améliorés afin de débloquer des bâtiments plus avancés et peuvent individuellement bénéficier d’améliorations spécifiques permettant par exemple d’y ajouter une courtine ou une tour de garde. De nombreux bâtiments ont une fonction économique, comme les postes d’échanges qui génèrent des revenus, les autres étant des bâtiments militaires permettant de débloquer des unités plus avancées. La plupart des unités sont communes aux différentes factions mais des unités spécifiques sont également disponibles, celles-ci ne pouvant être produites que par certaines factions ou dans certaines provinces. Chaque unité dispose de points forts et de points faibles. Lorsque la loyauté des sujets d’une province descend trop bas, ces derniers peuvent se rebeller et créer une armée rebelle qui tente alors de prendre le contrôle de la province. Des guerres civiles peuvent également éclater si plusieurs généraux commandant de grandes armées ont une loyauté suffisamment basse. Dans ce cas, le joueur peut choisir de se rallier au commandant actuel ou au contraire de soutenir les rebelles.
Pour commander leurs armées et gouverner, chaque faction a accès à des généraux. Ces derniers peuvent être liés à la famille royale, et sont alors susceptibles de prétendre au trône, ou être issus de la noblesse. Chaque général est caractérisé par différents attributs, comme son aptitude à commander ou sa piété, affectant leur capacité à diriger une armée ou à gouverner une province. Ces attributs, ainsi que d’autres facteurs comme la santé, sont influencés par « le vice et la vertu » définissant sa personnalité et ses actions. Ces traits peuvent être acquis de manière plus ou moins aléatoire ou donnés au joueur grâce à ses actions dans le jeu. Dans certaines occasions, un personnage entraîné par un joueur se révèle être un personnage historique disposant de caractéristiques supérieures à la normale. Un général comme Richard Cœur de Lion, Le Cid ou Saladin se révèle ainsi être un excellent commandant militaire alors qu’un évêque comme Thomas Becket dispose d’un niveau de piété supérieur à la normale. Des unités non-militaires, généralement désignées sous le terme « agent », peuvent également être recrutées par les joueurs. Les émissaires, les espions et les assassins sont disponibles pour toutes les factions, l’accès aux autres types d’agent dépendant de la religion. Les émissaires peuvent être utilisés pour conduire des tâches diplomatiques, comme signer une alliance entre deux factions ou soudoyer une armée ennemie. De leur côté, les espions peuvent collecter des informations sur les provinces ou personnages adverses et les assassins peuvent tenter de tuer un général ou une unité ennemie. Chaque faction a également accès à des agents religieux permettant de propager leur religion. La religion joue en effet un rôle important, les différences entre les religions catholique, orthodoxe et musulmane pouvant affecter les relations diplomatiques et la loyauté de la population. Les catholiques doivent par exemple répondre aux exigences du pape, éviter de combattre d’autres nations catholiques et participer aux croisades pour ne pas risquer d’être excommunié. Des guerres de religion peuvent également être déclenchées, sous la forme de croisades ou de jihad.
Les combats navals se déroulent sur la carte stratégique où les navires peuvent être construits et organisés en flottes. Ces dernières peuvent être utilisées pour contrôler certaines zones maritimes et créer des voies maritimes permettant de faciliter les échanges commerciaux et les mouvements de troupes entre deux provinces reliées par la mer. Les flottes peuvent également être engagées dans des combats navals mais contrairement aux batailles terrestres, ceux-ci sont systématiquement résolus automatiquement.

### Phase de combat
Les phases de combat se déroulent sur un champ de bataille représenté en trois dimensions. Comme dans Shogun: Total War, deux armées s’y affrontent en temps réel jusqu’à la défaite ou la reddition de l’une d’entre elles. Ces phases de combats sont déclenchées lorsqu’un joueur ou l’intelligence artificielle déplace son armée sur une province tenue par une faction adverse, le joueur ayant alors l’option de jouer le combat ou d’autoriser l’ordinateur à en déterminer l’issue automatiquement. La configuration du terrain varie en fonction de la province dans laquelle se déroule le combat, chaque frontière entre deux provinces correspondant à un champ de bataille spécifique. Le climat, mais aussi l’environnement et l’apparence des bâtiments, varient en fonction de la partie du monde où se déroule le combat. Ainsi, dans le Moyen-Orient, le climat est généralement chaud et sec, le terrain est principalement composé de sable et l’architecture des bâtiments est d’inspiration islamique. Au cours de la bataille, chaque joueur contrôle une armée composée de différents types d’unités inspirées du Moyen Âge historique, incluant entre autres de l’infanterie, des chevaliers et des archers. Chaque type d’unité dispose d’avantages et d’inconvénients dont le joueur doit profiter, grâce notamment aux différentes formations qu’il peut assigner à son armée, afin de bénéficier d’un avantage tactique et de gagner le combat. En combattant, les unités gagnent de l’expérience – désignée sous le terme « valeur » – leur permettant de gagner en efficacité au fur et à mesure qu’elles progressent. Les unités sont également caractérisées par leur moral qui s’accroit lorsque la bataille tourne en leur faveur et diminue dans les situations difficiles. En cas de lourdes pertes, le moral peut descendre suffisamment bas pour pousser les unités à la déroute, le joueur devant alors faire appel à son général pour tenter de les rallier afin qu’elles continuent à se battre. Les unités en déroute peuvent en effet être capturées puis restituées en échange d’une rançon, les généraux pouvant s’échanger contre des rançons plus élevées. Les sièges constituent également un aspect important des combats dans le jeu. Ces derniers se déclenchent lorsqu’un joueur décide d’attaquer une armée s’étant retranchée dans le château d’une province. L’attaquant doit alors trouver un moyen de percer les défenses du château avant d’engager et de vaincre l’armée adverse.

### Modes de jeu
En plus de la campagne principale, le jeu propose également un mode de jeu retraçant des campagnes ou des batailles historiques. Les campagnes permettent au joueur d’incarner un personnage historique, comme Richard Cœur de Lion, au cours d’une série d’affrontements simulant une guerre du Moyen Âge comme la Guerre de Cent Ans ou les Croisades. Les batailles historiques individuelles permettent de leur côté au joueur de contrôler un personnage historique lors d’une bataille de l’époque, comme par exemple William Wallace lors de la bataille de Stirling Bridge. Le jeu dispose également d’un mode multijoueur, similaire à celui de Shogun: Total War, dans lequel jusqu’à sept joueurs peuvent s’affronter en temps réel sur un champ de bataille. Dans celui-ci, les joueurs peuvent choisir leur faction et créer une armée qu’ils peuvent ensuite utiliser pour affronter d’autres joueurs dans des batailles en réseau local ou sur Internet. Le mode campagne n’est pas disponible en mode multijoueur.

## Développement
Le développement de Medieval: Total War commence peu de temps après la sortie de Shogun: Total War en juin 2000. Initialement présenté sous le titre Crusader: Total War par The Creative Assembly le 3 août 2001, le jeu est ensuite rebaptisé Medieval: Total War afin de mettre en avant son thème médiéval, le jeu devant couvrir une période du Moyen Âge se déroulant entre le XIe et le XVe siècle et permettant aux joueurs de participer à différents événements historiques comme la Guerre de Cent Ans,. En novembre 2001, le studio annonce avoir changé d’éditeur, le jeu devant être publié par Activision au lieu d’Electronic Arts qui avait publié les précédents titres de la série. Dans les mois suivants, le studio présente de nouvelles informations sur le jeu, notamment concernant son moteur de jeu basé sur celui de Shogun: Total War mais permettant de simuler des affrontements impliquant un plus grand nombre de troupes,. Le nouveau moteur de jeu offre également plus de possibilités que son prédécesseur en matière de champs de bataille. Ainsi, ces derniers deviennent fonction de l’emplacement des armées sur la carte stratégique du jeu et proposent des environnements plus riches, incluant notamment des villages, de la végétation et un système de siège inédit dans le cadre duquel les joueurs doivent détruire les murs d’un château avant de pouvoir le prendre d’assaut et le capturer,. Les développeurs améliorent également l’intelligence artificielle par rapport à celle de Shogun: Total War en dissociant l’IA individuelle et l’IA tactique – contrôlant la tactique générale d’une armée – afin que les armées contrôlées par l’ordinateur gagnent en efficacité.

## Versions et extension

### Versions
Une version de démonstration de Medieval: Total War est publiée le 26 juin 2002, celle-ci incluant les missions du tutoriel du jeu ainsi qu’une campagne solo complète. La version originale du jeu est publiée par Activision le 20 août 2002 en Amérique du Nord puis le 30 août en Europe. Peu de temps après, le 5 novembre, The Creative Assembly publie un premier patch visant à corriger plusieurs bugs présents dans le jeu. Un nouveau scénario historique, s’inspirant de la bataille de Stamford Bridge, a plus tard été mis à disposition des joueurs par le studio.
Le 7 janvier 2004, Activision publie une compilation baptisée Medieval: Total War Battle Collection et incluant le jeu original et son extension. Le 30 juin 2006, Sega publie une compilation baptisée Total War: Eras. Celle-ci inclut Shogun: Total War, Medieval: Total War, Rome: Total War et leurs extensions ainsi qu’un documentaire détaillant la création de la série.

### Extension
The Creative Assembly annonce le développement d’une extension, baptisée Viking Invasion, le 7 janvier 2003. Cette dernière est publiée par Activision le 7 mai 2003 en Amérique du Nord et le 9 mai en Europe et inclut notamment une nouvelle campagne centrée sur les invasions vikings entre 793 et 1066 et se déroulant sur les îles Britanniques et dans l’ouest de la Scandinavie. La campagne remplace les factions du jeu original par des royaumes Anglo-Saxons et Celtes plus anciens tels que le Wessex, la Mercie, le pays de Galles et l’Écosse ainsi que les Vikings, ces derniers ayant pour objectif de lancer des raids contre les îles Britanniques. Pour cela, ils disposent de navires plus rapides et d’une capacité de pillage leur permettant de gagner de l’argent chaque fois qu’ils détruisent un bâtiment. De leur côté, les Anglo-Saxons et les Celtes doivent repousser les Vikings afin de prendre le contrôle des îles Britanniques. En plus des nouvelles factions, l’extension inclut également de nouvelles unités s’inspirant de la réalité historique, comme par exemple les huskarls. Viking Invasion ajoute également de nouvelles fonctionnalités – disponibles aussi bien dans la nouvelle campagne que dans celle du jeu original – comme des munitions enflammées permettant de mettre le feu à un château ennemi ou une nouvelle option permettant d’organiser ses troupes avant un affrontement,. Enfin, trois nouvelles factions font aussi leur apparition dans la campagne principale de Medieval: Total War.

## Accueil

### Medieval: Total War
| Medieval: Total War   |      |       |
| Média                 | Nat. | Notes |
| Edge                  | US   | 8/10  |
| Eurogamer             | GB   | 9/10  |
| Gamekult              | FR   | 8/10  |
| GameSpot              | US   | 87 %  |
| GameSpy               | US   | 4.5/5 |
| Gen4                  | FR   | 90 %  |
| IGN                   | US   | 89 %  |
| Jeux vidéo Magazine   | FR   | 13/20 |
| Jeuxvideo.com         | FR   | 16/20 |
| Joystick              | FR   | 80 %  |
| PC Gamer UK           | GB   | 93 %  |
| Compilations de notes |      |       |
| Metacritic            | US   | 88 %  |

### Viking Invasion
| Viking Invasion       |      |        |
| Média                 | Nat. | Notes  |
| Eurogamer             | GB   | 8/10   |
| Gamekult              | FR   | 7/10   |
| GameSpot              | US   | 82%    |
| IGN                   | US   | 86%    |
| Compilations de notes |      |        |
| Metacritic            | US   | 84 %   |
| GameRankings          | US   | 83.5 % |

### Récompenses
Après sa sortie, le jeu reçoit de nombreuses distinctions décernées par la presse spécialisée. En 2002, les sites GameSpy et GameSpot le désigne ainsi comme le meilleur jeu de stratégie de l'année, le journaliste de GameSpy jugeant qu'il n'est pas seulement « deux excellents jeux en un » mais qu'il est aussi « deux jeux se nourrissant l'un l'autre pour un résultat ultime »,. La même année, il prend la première position, devant Deus Ex, du classement des cent meilleurs jeux sur PC de tous les temps publié par le magazine PC Gamer UK, détrônant ainsi Half-Life. Il est également récompensé par l'Ethnic Multicultural Media Academy pour l'excellence de ses effets sonores et de sa musique, l'association expliquant notamment que le jeu bénéficie d'une « bande originale de luxe […] dont les pistes vastes et diverses sonnent authentiques et sont particulièrement prenantes ». Le jeu a enfin permis au studio The Creative Assembly de décrocher le titre de meilleur développeur de jeu PC décerné lors de l'European Computer Trade Show de 2002.

## Postérité
Surfant sur le succès de Medieval: Total War, The Creative Assembly annonce le développement d’une extension dont la nouvelle campagne se focalise sur les invasions Vikings de l'Europe entre 793 et 1066 et qui se déroule principalement sur les îles Britanniques et dans l’ouest de la Scandinavie. Cette dernière est publiée par Activision le 7 mai 2003 en Amérique du Nord et le 9 mai en Europe et connaît comme le jeu original un certain succès critique et commercial. Le studio commence ensuite le développement d'un nouveau titre transposant le système de jeu des deux premiers opus de la série Total War dans le bassin méditerranéen pendant l'Antiquité. Celui-ci est baptisé Rome: Total War et est publié en octobre 2004. Le studio continue ensuite de surfer sur le succès de la série en adaptant son concept à de nouvelles périodes historiques, incluant l'Europe des guerres napoléoniennes, ou à des périodes déjà abordées dans les premiers opus de la série. Ils développent notamment une suite de Medieval: Total War, baptisée Medieval II: Total War, couvrant la même période historique que le jeu original mais bénéficiant d'améliorations des graphismes et du système de jeu apportés par les précédents opus de la série. Celui-ci est publié par Sega en 2006 et a bénéficié d'une extension baptisée Kingdoms en 2007.